# Tournoi de Dubaï de rugby à sept 2013
Navigation
2012 2014
Le tournoi de Dubaï de rugby à sept 2013 (en anglais Dubaï rugby sevens 2013) est la deuxième étape la saison 2013-2014 de l'IRB Sevens World Series. Elle se déroule les 29 et 30 novembre 2013 au The Sevens à Dubaï, aux Émirats arabes unis. L'équipe des Fidji remporte la compétition grâce à sa victoire 29 à 17 en finale contre l'Afrique du Sud. Il s'agit de la première victoire de l'équipe des Fidji au Dubai rugby sevens.

## Équipes participantes
Seize équipes participent au tournoi (quinze équipes qualifiées d'office plus une invitée) :
- Afrique du Sud
- Angleterre
- Argentine
- Australie
- Canada
- Écosse
- Espagne
- États-Unis
- France
- Fidji
- Pays de Galles
- Kenya
- Nouvelle-Zélande
- Portugal
- Samoa
- Russie (invitée)

## Phase de poules
Le résultat du tournoi précédent a permis à la Nouvelle-Zélande, l'Australie, l'Angleterre et l'Afrique du Sud (respectivement 1er, 2e, 3e, 4e) d'être tête de série (chaque équipe dans une poule différente) pour le tirage des poules.

### Poule A
| Rang | Pays             | J | V | N | D | Pm  | Pe | Diff | Pts |
| ---- | ---------------- | - | - | - | - | --- | -- | ---- | --- |
| 1    | Nouvelle-Zélande | 3 | 3 | 0 | 0 | 102 | 5  | +97  | 9   |
| 2    | Kenya            | 3 | 2 | 0 | 1 | 24  | 52 | -28  | 7   |
| 3    | Portugal         | 3 | 1 | 0 | 2 | 26  | 60 | -34  | 5   |
| 4    | France           | 3 | 0 | 0 | 3 | 22  | 57 | -35  | 3   |

| 29 novembre 2013 09 h 24 UTC+04:00 | Nouvelle-Zélande | 24 – 5 | France | The Sevens |
| 29 novembre 2013 09 h 24 UTC+04:00 |                  |        |        | The Sevens |
| 29 novembre 2013 09 h 24 UTC+04:00 |                  |        |        | The Sevens |

| 29 novembre 2013 09 h 46 UTC+04:00 | Kenya | 10 – 7 | Portugal | The Sevens |
| 29 novembre 2013 09 h 46 UTC+04:00 |       |        |          | The Sevens |
| 29 novembre 2013 09 h 46 UTC+04:00 |       |        |          | The Sevens |

| 29 novembre 2013 13 h 54 UTC+04:00 | Nouvelle-Zélande | 38 – 0 | Portugal | The Sevens |
| 29 novembre 2013 13 h 54 UTC+04:00 |                  |        |          | The Sevens |
| 29 novembre 2013 13 h 54 UTC+04:00 |                  |        |          | The Sevens |

| 29 novembre 2013 14 h 16 UTC+04:00 | Kenya | 14 – 5 | France | The Sevens |
| 29 novembre 2013 14 h 16 UTC+04:00 |       |        |        | The Sevens |
| 29 novembre 2013 14 h 16 UTC+04:00 |       |        |        | The Sevens |

| 29 novembre 2013 17 h 18 UTC+04:00 | France | 12 – 19 | Portugal | The Sevens |
| 29 novembre 2013 17 h 18 UTC+04:00 |        |         |          | The Sevens |
| 29 novembre 2013 17 h 18 UTC+04:00 |        |         |          | The Sevens |

| 29 novembre 2013 19 h 16 UTC+04:00 | Nouvelle-Zélande | 40 – 0 | Kenya | The Sevens |
| 29 novembre 2013 19 h 16 UTC+04:00 |                  |        |       | The Sevens |
| 29 novembre 2013 19 h 16 UTC+04:00 |                  |        |       | The Sevens |

### Poule B
| Rang | Pays           | J | V | N | D | Pm | Pe  | Diff | Pts |
| ---- | -------------- | - | - | - | - | -- | --- | ---- | --- |
| 1    | Pays de Galles | 3 | 3 | 0 | 0 | 88 | 33  | +55  | 9   |
| 2    | Écosse         | 3 | 2 | 0 | 1 | 61 | 62  | -1   | 7   |
| 3    | Australie      | 3 | 1 | 0 | 2 | 76 | 40  | +36  | 5   |
| 4    | Espagne        | 3 | 0 | 0 | 3 | 14 | 104 | -90  | 3   |

| 29 novembre 2013 10 h 10 UTC+04:00 | Australie | 17 – 21 | Écosse | The Sevens |
| 29 novembre 2013 10 h 10 UTC+04:00 |           |         |        | The Sevens |
| 29 novembre 2013 10 h 10 UTC+04:00 |           |         |        | The Sevens |

| 29 novembre 2013 10 h 32 UTC+04:00 | Pays de Galles | 38 – 0 | Espagne | The Sevens |
| 29 novembre 2013 10 h 32 UTC+04:00 |                |        |         | The Sevens |
| 29 novembre 2013 10 h 32 UTC+04:00 |                |        |         | The Sevens |

| 29 novembre 2013 14 h 40 UTC+04:00 | Australie | 45 – 0 | Espagne | The Sevens |
| 29 novembre 2013 14 h 40 UTC+04:00 |           |        |         | The Sevens |
| 29 novembre 2013 14 h 40 UTC+04:00 |           |        |         | The Sevens |

| 29 novembre 2013 15 h 02 UTC+04:00 | Pays de Galles | 31 – 19 | Écosse | The Sevens |
| 29 novembre 2013 15 h 02 UTC+04:00 |                |         |        | The Sevens |
| 29 novembre 2013 15 h 02 UTC+04:00 |                |         |        | The Sevens |

| 29 novembre 2013 17 h 40 UTC+04:00 | Écosse | 21 – 14 | Espagne | The Sevens |
| 29 novembre 2013 17 h 40 UTC+04:00 |        |         |         | The Sevens |
| 29 novembre 2013 17 h 40 UTC+04:00 |        |         |         | The Sevens |

| 29 novembre 2013 19 h 40 UTC+04:00 | Australie | 14 – 19 | Pays de Galles | The Sevens |
| 29 novembre 2013 19 h 40 UTC+04:00 |           |         |                | The Sevens |
| 29 novembre 2013 19 h 40 UTC+04:00 |           |         |                | The Sevens |

### Poule C
| Rang | Pays       | J | V | N | D | Pm | Pe  | Diff | Pts |
| ---- | ---------- | - | - | - | - | -- | --- | ---- | --- |
| 1    | Fidji      | 3 | 3 | 0 | 0 | 88 | 45  | +43  | 9   |
| 2    | Angleterre | 3 | 2 | 0 | 1 | 96 | 38  | +58  | 7   |
| 3    | Canada     | 3 | 1 | 0 | 2 | 67 | 80  | -13  | 5   |
| 4    | États-Unis | 3 | 0 | 0 | 3 | 17 | 105 | -88  | 3   |

| 29 novembre 2013 10 h 54 UTC+04:00 | Angleterre | 47 – 7 | Canada | The Sevens |
| 29 novembre 2013 10 h 54 UTC+04:00 |            |        |        | The Sevens |
| 29 novembre 2013 10 h 54 UTC+04:00 |            |        |        | The Sevens |

| 29 novembre 2013 11 h 16 UTC+04:00 | Fidji | 36 – 5 | États-Unis | The Sevens |
| 29 novembre 2013 11 h 16 UTC+04:00 |       |        |            | The Sevens |
| 29 novembre 2013 11 h 16 UTC+04:00 |       |        |            | The Sevens |

| 29 novembre 2013 15 h 24 UTC+04:00 | Angleterre | 28 – 5 | États-Unis | The Sevens |
| 29 novembre 2013 15 h 24 UTC+04:00 |            |        |            | The Sevens |
| 29 novembre 2013 15 h 24 UTC+04:00 |            |        |            | The Sevens |

| 29 novembre 2013 15 h 46 UTC+04:00 | Fidji | 26 – 19 | Canada | The Sevens |
| 29 novembre 2013 15 h 46 UTC+04:00 |       |         |        | The Sevens |
| 29 novembre 2013 15 h 46 UTC+04:00 |       |         |        | The Sevens |

| 29 novembre 2013 18 h 02 UTC+04:00 | Canada | 41 – 7 | États-Unis | The Sevens |
| 29 novembre 2013 18 h 02 UTC+04:00 |        |        |            | The Sevens |
| 29 novembre 2013 18 h 02 UTC+04:00 |        |        |            | The Sevens |

| 29 novembre 2013 20 h 02 UTC+04:00 | Angleterre | 21 – 26 | Fidji | The Sevens |
| 29 novembre 2013 20 h 02 UTC+04:00 |            |         |       | The Sevens |
| 29 novembre 2013 20 h 02 UTC+04:00 |            |         |       | The Sevens |

### Poule D
| Rang | Pays           | J | V | N | D | Pm | Pe  | Diff | Pts |
| ---- | -------------- | - | - | - | - | -- | --- | ---- | --- |
| 1    | Afrique du Sud | 3 | 3 | 0 | 0 | 77 | 17  | +60  | 9   |
| 2    | Argentine      | 3 | 2 | 0 | 1 | 59 | 34  | +25  | 7   |
| 3    | Samoa          | 3 | 1 | 0 | 2 | 50 | 57  | -7   | 5   |
| 4    | Russie         | 3 | 0 | 0 | 3 | 22 | 100 | -78  | 3   |

| 29 novembre 2013 08 h 40 UTC+04:00 | Afrique du Sud | 17 – 7 | Argentine | The Sevens |
| 29 novembre 2013 08 h 40 UTC+04:00 |                |        |           | The Sevens |
| 29 novembre 2013 08 h 40 UTC+04:00 |                |        |           | The Sevens |

| 29 novembre 2013 09 h 02 UTC+04:00 | Samoa | 33 – 12 | Russie | The Sevens |
| 29 novembre 2013 09 h 02 UTC+04:00 |       |         |        | The Sevens |
| 29 novembre 2013 09 h 02 UTC+04:00 |       |         |        | The Sevens |

| 29 novembre 2013 13 h 10 UTC+04:00 | Afrique du Sud | 34 – 5 | Russie | The Sevens |
| 29 novembre 2013 13 h 10 UTC+04:00 |                |        |        | The Sevens |
| 29 novembre 2013 13 h 10 UTC+04:00 |                |        |        | The Sevens |

| 29 novembre 2013 13 h 32 UTC+04:00 | Samoa | 12 – 19 | Argentine | The Sevens |
| 29 novembre 2013 13 h 32 UTC+04:00 |       |         |           | The Sevens |
| 29 novembre 2013 13 h 32 UTC+04:00 |       |         |           | The Sevens |

| 29 novembre 2013 16 h 54 UTC+04:00 | Argentine | 33 – 5 | Russie | The Sevens |
| 29 novembre 2013 16 h 54 UTC+04:00 |           |        |        | The Sevens |
| 29 novembre 2013 16 h 54 UTC+04:00 |           |        |        | The Sevens |

| 29 novembre 2013 18 h 54 UTC+04:00 | Afrique du Sud | 26 – 5 | Russie | The Sevens |
| 29 novembre 2013 18 h 54 UTC+04:00 |                |        |        | The Sevens |
| 29 novembre 2013 18 h 54 UTC+04:00 |                |        |        | The Sevens |

## Phase finale
Résultats de la phase finale.

### Tournois principaux

#### Cup
|  | Quarts de finale                   | Quarts de finale                   |                                    |                                    | Demi-finales                       | Demi-finales                       |    |  | Finale                             | Finale                             |
|  | Quarts de finale                   | Quarts de finale                   |                                    |                                    | Demi-finales                       | Demi-finales                       |    |  | Finale                             | Finale                             |
|  |                                    |                                    |                                    |                                    |                                    |                                    |    |  |                                    |                                    |
|  | 30 novembre 2013 10 h 51 UTC+04:00 | 30 novembre 2013 10 h 51 UTC+04:00 |                                    |                                    | 30 novembre 2013 17 h 29 UTC+04:00 | 30 novembre 2013 17 h 29 UTC+04:00 |    |  | 30 novembre 2013 20 h 30 UTC+04:00 | 30 novembre 2013 20 h 30 UTC+04:00 |
|  | 30 novembre 2013 10 h 51 UTC+04:00 | 30 novembre 2013 10 h 51 UTC+04:00 |                                    |                                    | 30 novembre 2013 17 h 29 UTC+04:00 | 30 novembre 2013 17 h 29 UTC+04:00 |    |  | 30 novembre 2013 20 h 30 UTC+04:00 | 30 novembre 2013 20 h 30 UTC+04:00 |
|  | Nouvelle-Zélande                   | 26                                 |                                    |                                    | 30 novembre 2013 17 h 29 UTC+04:00 | 30 novembre 2013 17 h 29 UTC+04:00 |    |  | 30 novembre 2013 20 h 30 UTC+04:00 | 30 novembre 2013 20 h 30 UTC+04:00 |
|  | Nouvelle-Zélande                   | 26                                 |                                    |                                    | 30 novembre 2013 17 h 29 UTC+04:00 | 30 novembre 2013 17 h 29 UTC+04:00 |    |  | 30 novembre 2013 20 h 30 UTC+04:00 | 30 novembre 2013 20 h 30 UTC+04:00 |
|  | Argentine                          | 19                                 |                                    |                                    | 30 novembre 2013 17 h 29 UTC+04:00 | 30 novembre 2013 17 h 29 UTC+04:00 |    |  | 30 novembre 2013 20 h 30 UTC+04:00 | 30 novembre 2013 20 h 30 UTC+04:00 |
|  | Argentine                          | 19                                 | Nouvelle-Zélande                   | 0                                  |                                    |                                    |    |  | 30 novembre 2013 20 h 30 UTC+04:00 | 30 novembre 2013 20 h 30 UTC+04:00 |
|  | 30 novembre 2013 11 h 13 UTC+04:00 |                                    | Nouvelle-Zélande                   | 0                                  |                                    |                                    |    |  | 30 novembre 2013 20 h 30 UTC+04:00 | 30 novembre 2013 20 h 30 UTC+04:00 |
|  |                                    | Fidji                              | 44                                 |                                    |                                    |                                    |    |  | 30 novembre 2013 20 h 30 UTC+04:00 | 30 novembre 2013 20 h 30 UTC+04:00 |
|  | Fidji                              | Fidji                              | 44                                 | 26                                 |                                    |                                    |    |  | 30 novembre 2013 20 h 30 UTC+04:00 | 30 novembre 2013 20 h 30 UTC+04:00 |
|  | Fidji                              |                                    |                                    | 26                                 |                                    |                                    |    |  | 30 novembre 2013 20 h 30 UTC+04:00 | 30 novembre 2013 20 h 30 UTC+04:00 |
|  | Écosse                             | 14                                 |                                    |                                    |                                    |                                    |    |  | 30 novembre 2013 20 h 30 UTC+04:00 | 30 novembre 2013 20 h 30 UTC+04:00 |
|  | Écosse                             | 14                                 | Fidji                              | 29                                 |                                    |                                    |    |  |                                    |                                    |
|  | 30 novembre 2013 11 h 35 UTC+04:00 |                                    | Fidji                              | 29                                 |                                    |                                    |    |  |                                    |                                    |
|  |                                    | Afrique du Sud                     | 17                                 |                                    |                                    |                                    |    |  |                                    |                                    |
|  | Afrique du Sud                     | Afrique du Sud                     | 17                                 | 21                                 |                                    |                                    |    |  |                                    |                                    |
|  | Afrique du Sud                     | 30 novembre 2013 17 h 51 UTC+04:00 |                                    | 21                                 |                                    |                                    |    |  |                                    |                                    |
|  | Kenya                              | 12                                 |                                    |                                    |                                    |                                    |    |  |                                    |                                    |
|  | Kenya                              | 12                                 | Afrique du Sud                     | 26                                 |                                    |                                    |    |  |                                    |                                    |
|  | 30 novembre 2013 11 h 57 UTC+04:00 | 30 novembre 2013 11 h 57 UTC+04:00 | Afrique du Sud                     | 26                                 | Match pour la 3e place             | Match pour la 3e place             |    |  |                                    |                                    |
|  | 30 novembre 2013 11 h 57 UTC+04:00 | 30 novembre 2013 11 h 57 UTC+04:00 |                                    | Angleterre                         | Match pour la 3e place             | Match pour la 3e place             | 12 |  |                                    |                                    |
|  | Pays de Galles                     | 12                                 | 30 novembre 2013 19 h 49 UTC+04:00 | 30 novembre 2013 19 h 49 UTC+04:00 |                                    |                                    | 12 |  |                                    |                                    |
|  | Pays de Galles                     | 12                                 | 30 novembre 2013 19 h 49 UTC+04:00 | 30 novembre 2013 19 h 49 UTC+04:00 |                                    |                                    |    |  |                                    |                                    |
|  | Angleterre                         | 33                                 |                                    | Nouvelle-Zélande                   | 17                                 |                                    |    |  |                                    |                                    |
|  | Angleterre                         | 33                                 |                                    | Nouvelle-Zélande                   | 17                                 |                                    |    |  |                                    |                                    |
|  |                                    |                                    |                                    |                                    |                                    |                                    |    |  | Angleterre                         | 14                                 |
|  |                                    |                                    |                                    |                                    |                                    |                                    |    |  | Angleterre                         | 14                                 |

#### Bowl
|  | Quarts de finale                   | Quarts de finale                   |          |    | Demi-finales                       | Demi-finales                       |  |  | Finale                             | Finale                             |
|  | Quarts de finale                   | Quarts de finale                   |          |    | Demi-finales                       | Demi-finales                       |  |  | Finale                             | Finale                             |
|  |                                    |                                    |          |    |                                    |                                    |  |  |                                    |                                    |
|  | 30 novembre 2013 09 h 20 UTC+04:00 | 30 novembre 2013 09 h 20 UTC+04:00 |          |    | 30 novembre 2013 13 h 05 UTC+04:00 | 30 novembre 2013 13 h 05 UTC+04:00 |  |  | 30 novembre 2013 17 h 46 UTC+04:00 | 30 novembre 2013 17 h 46 UTC+04:00 |
|  | 30 novembre 2013 09 h 20 UTC+04:00 | 30 novembre 2013 09 h 20 UTC+04:00 |          |    | 30 novembre 2013 13 h 05 UTC+04:00 | 30 novembre 2013 13 h 05 UTC+04:00 |  |  | 30 novembre 2013 17 h 46 UTC+04:00 | 30 novembre 2013 17 h 46 UTC+04:00 |
|  | Portugal                           | 24                                 |          |    | 30 novembre 2013 13 h 05 UTC+04:00 | 30 novembre 2013 13 h 05 UTC+04:00 |  |  | 30 novembre 2013 17 h 46 UTC+04:00 | 30 novembre 2013 17 h 46 UTC+04:00 |
|  | Portugal                           | 24                                 |          |    | 30 novembre 2013 13 h 05 UTC+04:00 | 30 novembre 2013 13 h 05 UTC+04:00 |  |  | 30 novembre 2013 17 h 46 UTC+04:00 | 30 novembre 2013 17 h 46 UTC+04:00 |
|  | Russie                             | 7                                  |          |    | 30 novembre 2013 13 h 05 UTC+04:00 | 30 novembre 2013 13 h 05 UTC+04:00 |  |  | 30 novembre 2013 17 h 46 UTC+04:00 | 30 novembre 2013 17 h 46 UTC+04:00 |
|  | Russie                             | 7                                  | Portugal | 33 |                                    |                                    |  |  | 30 novembre 2013 17 h 46 UTC+04:00 | 30 novembre 2013 17 h 46 UTC+04:00 |
|  | 30 novembre 2013 09 h 42 UTC+04:00 |                                    | Portugal | 33 |                                    |                                    |  |  | 30 novembre 2013 17 h 46 UTC+04:00 | 30 novembre 2013 17 h 46 UTC+04:00 |
|  |                                    | Canada                             | 24       |    |                                    |                                    |  |  | 30 novembre 2013 17 h 46 UTC+04:00 | 30 novembre 2013 17 h 46 UTC+04:00 |
|  | Canada                             | Canada                             | 24       | 22 |                                    |                                    |  |  | 30 novembre 2013 17 h 46 UTC+04:00 | 30 novembre 2013 17 h 46 UTC+04:00 |
|  | Canada                             |                                    |          | 22 |                                    |                                    |  |  | 30 novembre 2013 17 h 46 UTC+04:00 | 30 novembre 2013 17 h 46 UTC+04:00 |
|  | Espagne                            | 12                                 |          |    |                                    |                                    |  |  | 30 novembre 2013 17 h 46 UTC+04:00 | 30 novembre 2013 17 h 46 UTC+04:00 |
|  | Espagne                            | 12                                 | Portugal | 12 |                                    |                                    |  |  |                                    |                                    |
|  | 30 novembre 2013 10 h 04 UTC+04:00 |                                    | Portugal | 12 |                                    |                                    |  |  |                                    |                                    |
|  |                                    | Australie                          | 17       |    |                                    |                                    |  |  |                                    |                                    |
|  | Samoa                              | Australie                          | 17       | 21 |                                    |                                    |  |  |                                    |                                    |
|  | Samoa                              | 30 novembre 2013 13 h 32 UTC+04:00 |          | 21 |                                    |                                    |  |  |                                    |                                    |
|  | France                             | 10                                 |          |    |                                    |                                    |  |  |                                    |                                    |
|  | France                             | 10                                 | Samoa    | 14 |                                    |                                    |  |  |                                    |                                    |
|  | 30 novembre 2013 10 h 26 UTC+04:00 |                                    | Samoa    | 14 |                                    |                                    |  |  |                                    |                                    |
|  |                                    | Australie                          | 19       |    |                                    |                                    |  |  |                                    |                                    |
|  | Australie                          | Australie                          | 19       | 47 |                                    |                                    |  |  |                                    |                                    |
|  | Australie                          |                                    |          | 47 |                                    |                                    |  |  |                                    |                                    |
|  | États-Unis                         | 7                                  |          |    |                                    |                                    |  |  |                                    |                                    |
|  | États-Unis                         | 7                                  |          |    |                                    |                                    |  |  |                                    |                                    |

### Matchs de classement

#### Plate
|  | Demi-finales                       | Demi-finales                       |           |    | Finale                             | Finale                             |
|  | Demi-finales                       | Demi-finales                       |           |    | Finale                             | Finale                             |
|  |                                    |                                    |           |    |                                    |                                    |
|  | 30 novembre 2013 13 h 54 UTC+04:00 | 30 novembre 2013 13 h 54 UTC+04:00 |           |    | 30 novembre 2013 19 h 16 UTC+04:00 | 30 novembre 2013 19 h 16 UTC+04:00 |
|  | 30 novembre 2013 13 h 54 UTC+04:00 | 30 novembre 2013 13 h 54 UTC+04:00 |           |    | 30 novembre 2013 19 h 16 UTC+04:00 | 30 novembre 2013 19 h 16 UTC+04:00 |
|  | Argentine                          | 12                                 |           |    | 30 novembre 2013 19 h 16 UTC+04:00 | 30 novembre 2013 19 h 16 UTC+04:00 |
|  | Argentine                          | 12                                 |           |    | 30 novembre 2013 19 h 16 UTC+04:00 | 30 novembre 2013 19 h 16 UTC+04:00 |
|  | Écosse                             | 5                                  |           |    | 30 novembre 2013 19 h 16 UTC+04:00 | 30 novembre 2013 19 h 16 UTC+04:00 |
|  | Écosse                             | 5                                  | Argentine | 21 |                                    |                                    |
|  | 30 novembre 2013 14 h 16 UTC+04:00 |                                    | Argentine | 21 |                                    |                                    |
|  |                                    | Pays de Galles                     | 5         |    |                                    |                                    |
|  | Kenya                              | Pays de Galles                     | 5         | 19 |                                    |                                    |
|  | Kenya                              |                                    |           | 19 |                                    |                                    |
|  | Pays de Galles                     | 24                                 |           |    |                                    |                                    |
|  | Pays de Galles                     | 24                                 |           |    |                                    |                                    |

#### Shield
|  | Demi-finales                       | Demi-finales                       |         |    | Finale                             | Finale                             |
|  | Demi-finales                       | Demi-finales                       |         |    | Finale                             | Finale                             |
|  |                                    |                                    |         |    |                                    |                                    |
|  | 30 novembre 2013 12 h 21 UTC+04:00 | 30 novembre 2013 12 h 21 UTC+04:00 |         |    | 30 novembre 2013 18 h 46 UTC+04:00 | 30 novembre 2013 18 h 46 UTC+04:00 |
|  | 30 novembre 2013 12 h 21 UTC+04:00 | 30 novembre 2013 12 h 21 UTC+04:00 |         |    | 30 novembre 2013 18 h 46 UTC+04:00 | 30 novembre 2013 18 h 46 UTC+04:00 |
|  | Russie                             | 5                                  |         |    | 30 novembre 2013 18 h 46 UTC+04:00 | 30 novembre 2013 18 h 46 UTC+04:00 |
|  | Russie                             | 5                                  |         |    | 30 novembre 2013 18 h 46 UTC+04:00 | 30 novembre 2013 18 h 46 UTC+04:00 |
|  | Espagne                            | 17                                 |         |    | 30 novembre 2013 18 h 46 UTC+04:00 | 30 novembre 2013 18 h 46 UTC+04:00 |
|  | Espagne                            | 17                                 | Espagne | 17 |                                    |                                    |
|  | 30 novembre 2013 12 h 43 UTC+04:00 |                                    | Espagne | 17 |                                    |                                    |
|  |                                    | France                             | 28      |    |                                    |                                    |
|  | France                             | France                             | 28      | 19 |                                    |                                    |
|  | France                             |                                    |         | 19 |                                    |                                    |
|  | États-Unis                         | 14                                 |         |    |                                    |                                    |
|  | États-Unis                         | 14                                 |         |    |                                    |                                    |

## Bilan
Statistiques sportives
- Meilleur marqueur du tournoi : Colin Gregor ( Écosse) avec 40 points[5]
- Meilleur marqueur d'essais du tournoi : Samisoni Viriviri ( Fidji) avec 7 essais[5]

Affluences
Le tournoi a eu une affluence cumulée de plus de 100 000 spectateurs (16 000 invitations pour la première journée, jeudi 28 novembre pour le premier jour du tournoi féminin, 44 000 spectateurs pour la deuxième journée, vendredi 29, et 41 000 spectateurs pour la dernière journée, le samedi 30).
La finale fut retransmise en direct dans 20 pays, et était visible dans plus de 230 millions de foyers répartis sur 140 pays